# سلامت رجبوا
سلامت رجبوا (به فارسی‌تاجیکی: Саломат Раҷабова) با نام هنری هدیه (زاده ۱۹۴۸م ) شاعر تاجیک‌تبار، زاده شهر بخارا است.
وی دانش‌آموخته دانشکده زبان و ادبیات تاجیکی سمرقند ( به نام صدرالدین عینی) و سپس تحصیلات تکمیلی دانشگاه دولتی تاشکند است. وی از سال ۱۹۷۸ تا ۲۰۰۲ رییس شعبه تاریخ ازبکستان در دانشکده‌های جامعه‌شناسی موسسه فنی بخارا و موسسه پزشکی بخارا بوده است. سپس در سال ۱۹۹۷ از رساله‌ی خود برای دریافت مدرک دکترا در رشته فلسفه دانشکده فلسفه و حقوق فرهنگستان علوم جمهوری ازبکستان (به نام ابراهیم مومن‌اوف) دفاع کرد.

## آثار
آثار او عبارتند از: 
- پرواز (۲۰۰۶م)
- کشور دل (۲۰۰۸)
- نبض زندگی (۲۰۱۰م)
- عشق هستی‌زا (۲۰۱۱م)
- ستاره امید (۲۰۱۴م)
- معراج (۲۰۱۷م)
- بارگاه نور (۲۰۱۹)

## نمونه‌اشعار
(۱)
| غبار زندگی بر سر گرفتم       |  | ز آزار جهان آذر گرفتم          |
| به بازار طمع، راست سخن نیست  |  | ره دانش به جایی زر گرفتم       |
| زمین‌گیرِ زمانِ دست‌ناگیر        |  | خدا را جای آن از بر گرفتم      |
| هر آن راه جهان جز گمرهی نیست |  | چه سازم، تعلیم از خاور گرفتم؟! |
| تهی‌جام از شرابِ عیشِ دوران     |  | من عزلت جای هر داور گرفتم      |
| مه و خورشیدِ رخشانِ زمینم      |  | صبوری بر خود از باور گرفتم     |

(۲)
| ز بس دادی شریفان را به عالم |  | شریفی از برای جمله آدم     |
| ببوسم خاک تو، بر دیده مالم  |  | بخارایم! چرا با تو نبالم؟  |
| ز هر یک ذره خاکت بوی جانی   |  | ز هر یک سنگ تو نقش جهانی   |
| صفاتت بشنوم از هر دهانی     |  | چو کعبه سجده‌گاه بندگانی    |
| تو امثال کتاب بی‌بیانی       |  | ولی در قسمت خلقت عیانی     |
| جهان صد گِرد گرداند و همانی  |  | قدمگاهِ بزرگانِ جهانی        |
| به خاکت پا نهم با نام یزدان |  | که باشم پاکدل، پاکیزه‌وجدان |
| نِهَم سر بر طواف تو، دِهَم جان  |  | شوم خاک قدوم سجده‌داران     |

(۳)
| خدا عشق است و عالم سر به پا عشق |  | جهانِ هستی را باشد بقا عشق      |
| ز دست و از دهانِ شعرِ هجران       |  | حمایت سازد و بند و رها عشق     |
| بپیوندد با هم اجزای گیتی        |  | کند معنای هستی را عطا عشق      |
| ز باب حسیاتش روح‌آسا             |  | به جسم سرد افزاید صفا عشق      |
| گشاید چَشم عقل و چَشم دل را       |  | دلِ سنگین کند آب و اَدا عشق      |
| نَآید عاشقی با خواست بر دل       |  | به تقدیرت بیاید چون ضیا عشق    |
| شرابِ عقل و دانش، عشقِ پاک است    |  | به دل هم رنج و گنجِ بی‌بها عشق   |
| بریز از سینه عشق، شهد شعرت      |  | بدان «هدیه» که کردست مبتلا عشق |